# Увиль-ла-Бьен-Турне
Уви́ль-ла-Бьен-Турне́ (фр. Ouville-la-Bien-Tournée) — коммуна во Франции, находится в регионе Нижняя Нормандия. Департамент коммуны — Кальвадос. Входит в состав кантона Сен-Пьер-сюр-Див. Округ коммуны — Лизьё.
Код INSEE коммуны — 14489.

## Население
Население коммуны на 2010 год составляло 212 человек.
| 1962 | 1968 | 1975 | 1982 | 1990 | 1999 | 2010 |
| ---- | ---- | ---- | ---- | ---- | ---- | ---- |
| 284  | 240  | 218  | 209  | 243  | 241  | 212  |

## Экономика
В 2010 году среди 147 человек трудоспособного возраста (15—64 лет) 100 были экономически активными, 47 — неактивными (показатель активности — 68,0 %, в 1999 году было 70,6 %). Из 100 активных жителей работали 95 человек (50 мужчин и 45 женщин), безработных было 5 (2 мужчин и 3 женщины). Среди 47 неактивных 8 человек были учениками или студентами, 24 — пенсионерами, 15 были неактивными по другим причинам.